# Messier 82
Messier 82 sau M82 este o galaxie neregulată.